# Explantation (Zahnimplantat)
Unter Explantation (lat. ex „heraus“, plantare „pflanzen“) eines Zahnimplantats versteht man die chirurgische Entfernung eines Implantats aus dem Kieferknochen.

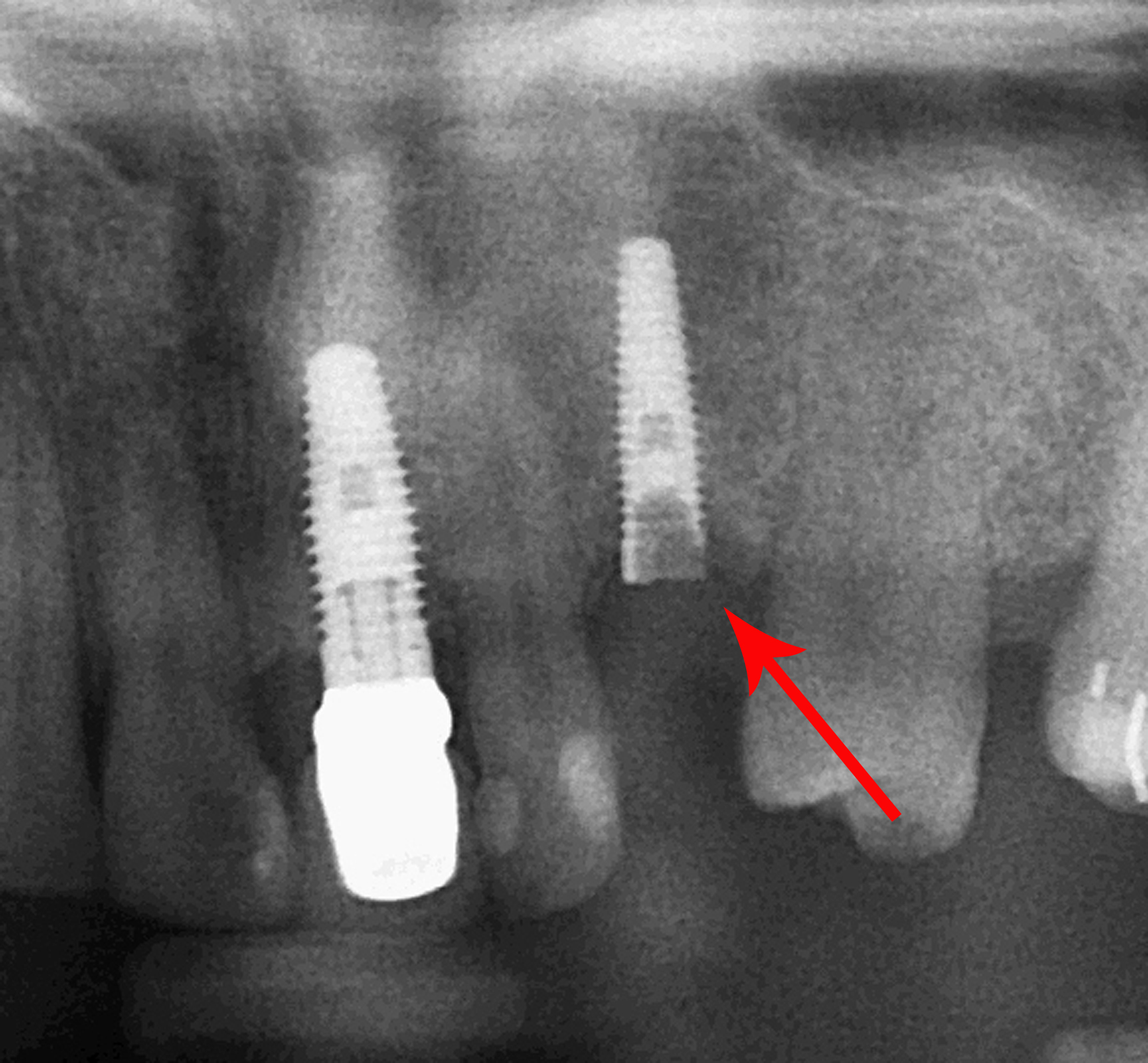
Frakturiertes, nicht reparables Implantat vor der Explantation

## Indikation

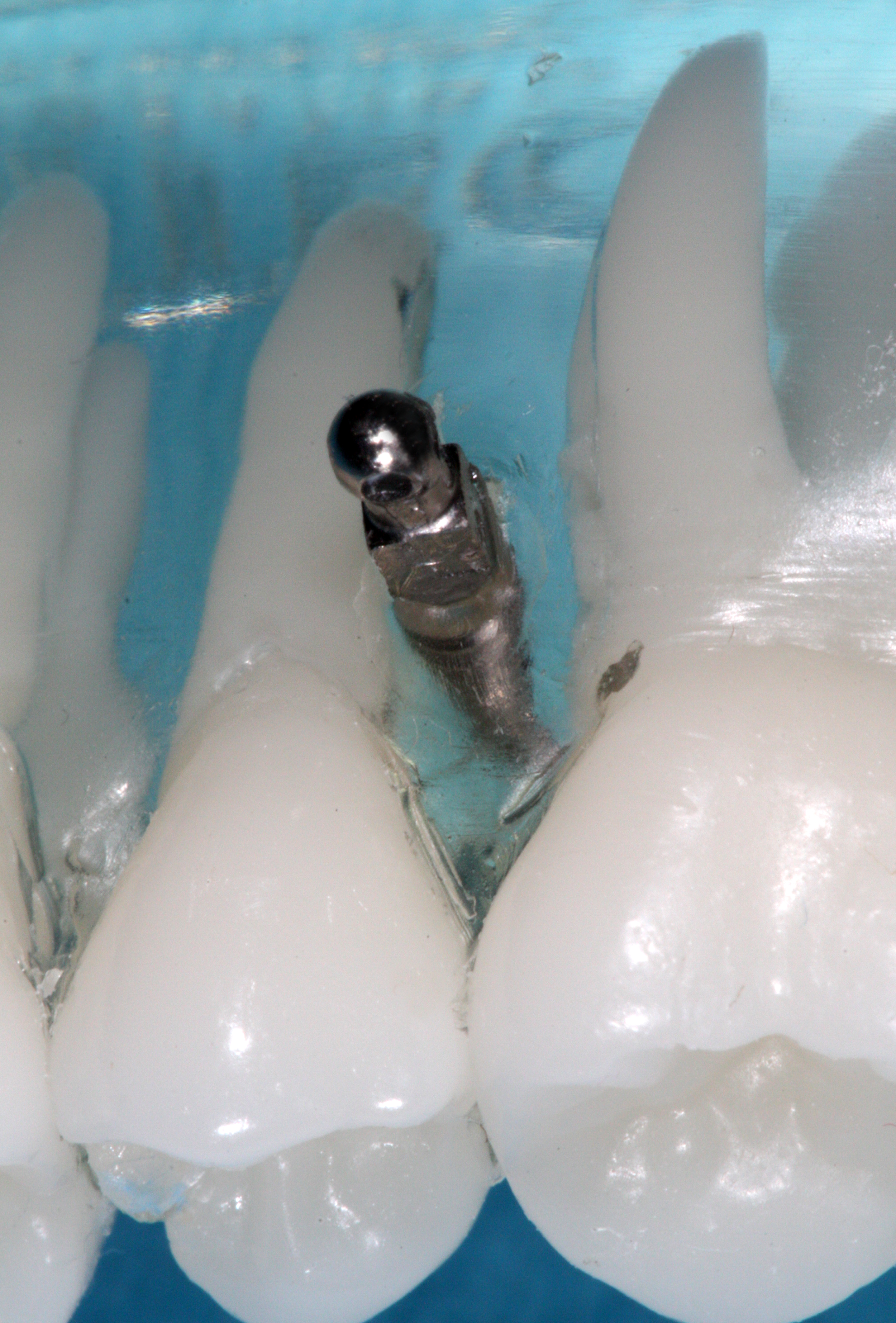
Implantat zur kieferorthopädischen Verankerung am Modell

Die 5-Jahres-Überlebensrate von Zahnimplantaten liegt seit Einführung der Titanimplantate sehr hoch bei 96,8 %. Diese Implantate osseointegrieren und gehen damit eine ankylotische Verbindung mit dem umgebenden Kieferknochen ein. In seltenen Fällen ist jedoch die Entfernung eines Implantats, beispielsweise bei einer fortgeschrittenen Periimplantitis, angezeigt. Wenn dabei der Knochenabbau nur partiell erfolgt ist, muss der noch osseointegrierte Teil gelöst werden. Bei Vorliegen eines Lockerungsgrades I (gerade tast- und spürbare, kaum sichtbare horizontale Beweglichkeit des Implantats) eines zuvor osseointegrierten Implantates konnte in einem diesbezüglichen Review die Explantation nicht umgangen werden. Die Explantation ist auch indiziert bei Sondierungstiefen größer als 8 mm.
Eine Explantation muss in manchen Sonderfällen vorgenommen werden, beispielsweise bei einer Irritation eines Nerven (insbesondere des Nervus mandibularis), bei Parästhesien, bei einer Neuralgie, bei einer Sinusitis maxillaris,  bei Implantatfrakturen oder bei einem falsch platzierten Implantat. Bei Implantaten im vorbestrahlten Kiefer ist die Prognose mit einer Überlebensrate von 72 % nach fünf Jahren deutlich schlechter als für enossale Implantate im gesunden Knochen.
Implantate werden auch temporär eingesetzt, beispielsweise zur Fixation einer kieferorthopädischen Apparatur zur Zahnregulierung oder als Hilfsimplantat zur temporären Zahnersatzversorgung. Für die Explantation stehen verschiedene Methoden zur Verfügung.

## Verfahren
Die Entfernung eines Implantats erfolgt in der Regel unter Lokalanästhesie. Mittels eines kleinen gingivalen Schnitts erzeugt man den Zugang zum Explantationsgebiet.

## Extraktion
Ein bereits gelockertes Implantat lässt sich, beispielsweise mittels einer Knochenzange nach Luer oder einer Frontzahn- bzw. Prämolarenzange leicht fassen und durch Herausdrehen entfernen. Handelt es sich um kein osseointegriertes Titanimplantat (beispielsweise ein früher verwendetes Stahlimplantat), ist dieses meist durch Bindegewebe umgeben und dadurch leichter zu entfernen.

## Herausdrehen
Bei nur mehr rudimentärem Halt eines zweiteiligen Implantats im Kieferknochen kann versucht werden, mit einem kleinen Drehmomentschlüssel, der in das Implantat eingesetzt wird, das Implantat mit einem Drehmoment von etwa 500 Ncm herauszudrehen.

## Ausfräsen

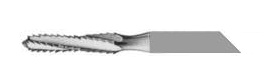
Lindemannfräse

Ein osseointegriertes, ankylotisch eingeheiltes Implantat kann durch Umfräsung des Implantats mit einer Lindemannfräse freigelegt werden. Nachteilig ist die Gefährdung benachbarter Strukturen und dem großen, verfahrenbedingten periimplantären Knochenverlust, was nachteilig für eine spätere Neuversorgung ist. Dieser kann einen Knochendefekt verursachen, der etwa doppelt so groß ist, wie der Implantatdurchmesser. Verwendung findet auch eine grazile Langschaftfräse.

## Trepanfräse

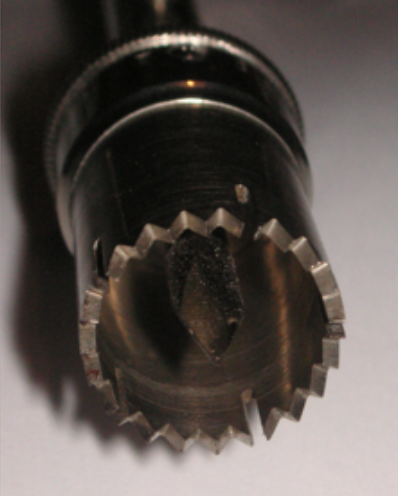
Stirnseite einer Trepanfräse

Eine Trepanfräse ist ein zylindrischer, innen hohler Bohrer, der an der Stirnseite geschärfte Zacken aufweist. Die Trepanfräse ist an den Durchmesser des Implantats angepasst. Die Fräse bohrt damit gewissermaßen um das Implantat herum und wird wie ein Rohr am Implantat entlang in die Tiefe geführt. Hierfür muss zuvor die Suprakonstruktion (beispielsweise eine Zahnkrone) entfernt werden, um den Trepanbohrer, der nur geringfügig größer ist, als das Implantat, ansetzen zu können. Vorteil dieses Bohrverfahrens ist ein weit geringerer Knochenverlust, als er durch das Ausfräsen mittels einer Lindemannfräse entstehen würde. Trepanbohrer gibt es in individuellen Weiten, je nach Implantatdurchmesser. Durch ein Verhaken der Trepanfräse kann es zum Schlagen des Winkelstückkopfes, bis hin zum Lagerbruch kommen.

## Piezochirurgische Explantation
Bei der piezo-chirurgischen Explantation wird der Knochen ähnlich wie bei einer Zahnsteinentfernung durch Schwingungen bearbeitet und dadurch abgetragen. Diese Technik wurde von Tomaso Vercellotti entwickelt. Dabei wird bei guter Kühlung mit sterilem Wasser zuerst die Spitze des Piezogeräts in Schwingung versetzt, die mit leichtem Druck Stück für Stück tiefer bis zum Apex des Implantats hinabgleiten kann.

## Entfernung mittels Laser
Die lasergestützte Explantation eines gescheiterten Zahnimplantats mittels Erbium-YAG Laser ist eine minimal invasive Technik als Alternative zu herkömmlichen mechanischen Explantationstechniken.

## Folgetherapie
Nach der Explantation kann je nach Ausmaß des Knochendefektes entweder sofort erneut ein Implantat mit etwas größerem Durchmesser gesetzt werden oder es ist zunächst ein Knochenaufbau durchzuführen, um nach der Regeneration des Knochens erneut ein Implantat zu setzen.

## Kosten
Die Entfernung eines enossalen Implantats ist – wie auch in der Regel das Einsetzen eines Implantats – eine zahnärztliche Privatleistung. Sie wird in Deutschland nach der Nummer 3000 der privaten Gebührenordnung für Zahnärzte (GOZ) berechnet, die mit 70 Punkten (bei Ansatz des 2,3-fachen Satzes etwa 9.- €) bewertet ist. Hinzu kommen die Kosten von Begleitleistungen, wie beispielsweise die Untersuchung, Beratung, die Lokalanästhesie, das Entfernen einer Krone, Röntgenaufnahmen, Nachbehandlungskosten und andere.